# Royal New Zealand Navy
Royal New Zealand Navy (RNZN) (māori: Te Taua Moana o Aotearoa, "Regia Marina della Nuova Zelanda")  è il nome ufficiale della marina militare della Nuova Zelanda.

## Storia
La Royal New Zealand Navy fu costituita di fatto nel 1914 quando, il 15 giugno, venne acquisito l'incrociatore HMS Philomel. Nel 1921 l'ammiraglio Jellicoe definì le navi neozelandesi nella sua visione globale come New Zealand Division della Royal Navy; le navi venivano equipaggiate prevalentemente da marinai neozelandesi e pagate dal governo locale. In precedenza varie unità britanniche stazionavano nelle acque neozelandesi, e alcune unità vennero equipaggiate parzialmente con personale neozelandese, mentre il paese provvedeva anche a parte delle spese di mantenimento delle unità; inoltre l'artiglieria di difesa costiera veniva equipaggiata da volontari locali. Tra queste unità l'incrociatore da battaglia HMS New Zealand, che partecipò alle battaglie di Heligoland Bight (28 agosto 1914), Dogger Bank (15 gennaio 1915), e Jutland(31 maggio 1916). Il titolo di Royal New Zealand Navy venne conferito alle forze navali neozelandesi solo nel 1941, su richiesta del governo neozelandese, per garantire al loro personale parità di trattamento rispetto ai marinai australiani e canadesi e ribadire il loro riferirsi direttamente al governo e non all'Ammiragliato britannico.
La HMS Philomel diventerà HMNZS Philomel solo nell'ottobre 1941.

## Flotta
| Navi commissionate (11) | Navi commissionate (11)                   | Navi commissionate (11) | Navi commissionate (11) | Navi commissionate (11) | Navi commissionate (11) |
| Immagine                | Classe / Nome                             | Tipo                    | Numero                  | EIS                     | Note                    |
| ----------------------- | ----------------------------------------- | ----------------------- | ----------------------- | ----------------------- | ----------------------- |
|                         | classe ANZAC                              | Fregata                 | 2                       | 1997                    |                         |
|                         | HMNZS Canterbury (L421)                   | Multi-Role Vessel (MRV) | 1                       | 2009                    |                         |
|                         | HMNZS Endeavour (A11)                     | Nave da rifornimento    | 1                       | 1988                    |                         |
|                         | classe Protector (pattugliatore d'altura) | Pattugliatore OPV       | 2                       | 2007                    |                         |
|                         | classe Protector                          | Pattugliatore IPV       | 4                       | 2008                    |                         |
|                         | HMNZS Manawanui (A09)                     | Diving tender           | 1                       | 1988                    |                         |